# Jimara maculata
Jimara maculata är en insektsart som beskrevs av Irena Dworakowska 1977. Jimara maculata ingår i släktet Jimara och familjen dvärgstritar. Inga underarter finns listade i Catalogue of Life.